# Hans-Dieter Klenk

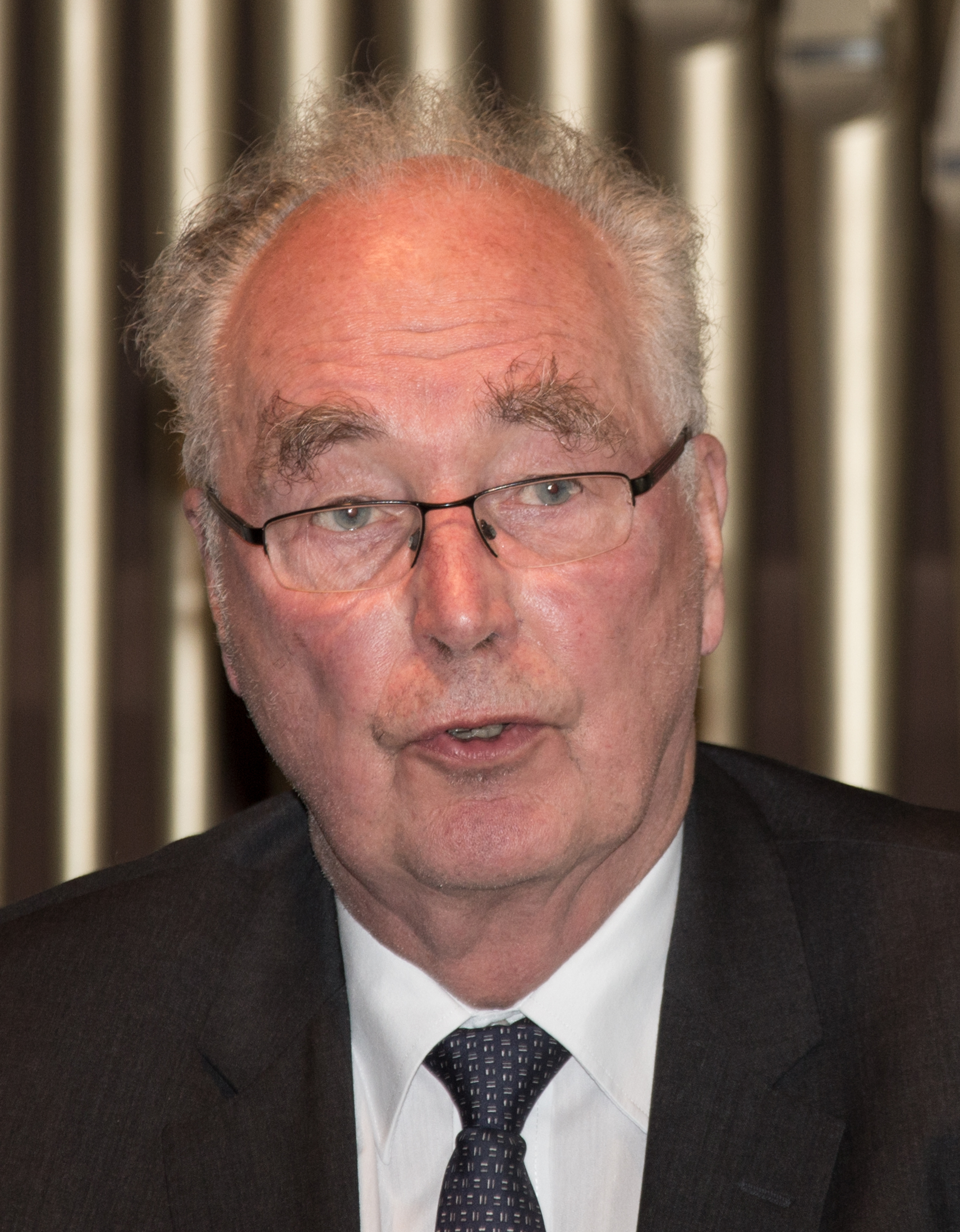
Hans-Dieter-Klenk, 2017

Hans-Dieter Klenk (* 25. Juni 1938; † 1. Juni 2021) war ein deutscher Virologe, Träger der Robert-Koch-Medaille, Hochschullehrer und langjähriger Direktor des Instituts für Virologie Marburg.

## Leben
Klenk studierte von 1958 bis 1963 Medizin an den Universitäten in Tübingen, Wien und Köln. In Köln wurde er 1964 mit der Note summa cum laude zum Dr. med. promoviert. Von 1964 bis 1967 absolvierte er einen Aufbaustudiengang Biochemie an der Universität Tübingen. 1971 habilitierte er sich an der Universität Gießen im Fach Virologie.
Bereits während der Erarbeitung der Habilitationsschrift war er zunächst drei Jahre (1967–1970) an der New Yorker Rockefeller-Universität als Guest Investigator im Labor von Purnell W. Choppin tätig. Ab 1970 war er für weitere drei Jahre Forschungs-Assistent am Institut für Medizinische Virologie der Universität Gießen, wo er eng mit Rudolf Rott zusammen arbeitete. Dort wurde er 1973 zum C3-Professor ernannt. Diese berufliche Position behielt er knapp zwölf Jahre, bis er 1985 als C4-Professur und Institutsleiter an die Philipps-Universität Marburg berufen wurde.
Hans-Dieter Klenk war verheiratet und Vater dreier erwachsener Söhne.

## Wissenschaftliche Forschungsschwerpunkte
Im Mittelpunkt der Forschung, der sich Hans-Dieter Klenk mit seinen Mitarbeitern gewidmet hat, stehen die Influenzaviren sowie das Marburg- und das Ebolavirus. In den Arbeiten wurden die Struktur und die Vermehrung dieser Viren aufgeklärt und wichtige Erkenntnisse über die Mechanismen gewonnen, die für die Pathogenität der Erreger und für ihre Übertragung vom Tier auf den Menschen verantwortlich sind. Darüber hinaus bildeten diese Arbeiten die Grundlage für die Entwicklung von Impfstoffen und antiviralen Medikamenten gegen das Ebolavirus und andere wichtige Krankheitserreger.

## Mitgliedschaften in Wissenschaftlichen Gesellschaften
- Deutsche Gesellschaft für Hygiene und Mikrobiologie
- Gesellschaft für Virologie
- Gesellschaft für Biologische Chemie
- Society for General Microbiology
- American Association for Microbiology
- American Society for Virology

## Auszeichnungen

### Ernennungen (Auswahl)
- DFG Forschergruppe „Funktionelle Domänen von Membranproteinen“, Vorsitzender 1989–1991
- DFG Sonderforschungsbereich 286 „Intrazellulärer Transport und Reifung von Proteinen“, Vorsitzender 1991–2002
- DFG Schwerpunktprogramm 1130 „Infektionen des Endothels“, Vorsitzender 2002–2006
- Feldberg Foundation for Anglo-German Scientific Exchange, Vorstandsmitglied 1998–2000; Vorsitzender 2000–2006
- German-Israeli Committee (MINERVA), review committee, Mitglied, 1990–1999
- European Molecular Biology Organisation (EMBO), Mitglied seit 1983
- Hochschulstrukturkommission des Landes Thüringen, Medizinausschuß, Vorsitzender, 1991–1993
- Chemotherapeutisches Forschungsinstitut Georg-Speyer-Haus, Frankfurt am Main, Wissenschaftlicher Beirat, Mitglied 1988–1994, Vorstandsmitglied 1994–2002
- WHO Expert Advisory Panel on Virus Diseases, Mitglied, 1989–1993
- Leopoldina Nationale Akademie der Wissenschaften, Mitglied seit 1994[2][3]
- International Congress of Virology, International Advisory Program Committee, Mitglied, 1993, 1996, 1999
- Virology Division of International Union of Microbiology Societies, Stellv. Vorsitzender 1999–2002, Vorsitzender 2002–2005
- Gesellschaft für Virologie, Präsident, 1999–2005
- Institute of Medical Microbiology, Fudan University, Shanghai, China, International Scientific Advisory Board, Vorsitzender 2004–2018
- Institut Pasteur, Chinese Academy of Sciences , Shanghai, Scientific Advisory Board, Mitglied 2004–2012
- Von Behring-Röntgen-Stiftung, Gießen-Marburg, Vizepräsident, 2007–2021
- NIH Influenza Research Center, Emory University, Atlanta, USA, Scientific Advisory Board, Mitglied 2008 – gegenwärtig

### Ehrungen und Preise
- 1975 Ludwig-Schunk-Preis, Universität Gießen
- 1981 Robert-Koch-Förderpreis, Clausthal-Zellerfeld
- 1985 Preis der Deutschen Gesellschaft für Hygiene und Mikrobiologie, Göttingen
- 1987 Feldberg Lecture, London
- 1989 Aronson-Preis, Berlin
- 2003 Shipley Lecture, Harvard Medical School, Boston
- 2006 Robert-Koch-Medaille[4]
- 2008 Ernst-Jung-Medaille für Medizin[5]
- 2008 Euricius Cordus Medaille, Fachbereich Medizin, Philipps-Universität, Marburg
- 2010 Emil-von-Behring-Preis[6]
- 2015 Loeffler-Frosch-Medaille der Gesellschaft für Virologie
- 2018 Richard W. Compans Lecture, Emory University, Atlanta, USA
- 2018 Bundesverdienstkreuz 1. Klasse[7]
- 2018 VCANBIO Award for Biosciences and Medicine,Tianjin, China
- 2021 Von Behring-Röntgen-Ehrenplakette[8]

### Herausgeberschaften und Beiratstätigkeit
- Archives of Virology, 1976–2018
- Journal of General Virology, 1977–1983
- Bioscience Reports, 1980–2000
- Virus Research, 1983–1998
- FEBS Letters, 1999–2017
- Nature Reviews Microbiology, 2003–2006
- Emerging Microbes and Infections, 2012–2018

## Schriften (Auswahl)
- Hans-Dieter Klenk, Rudolf Rott: The molecular biology of influenza virus pathogenicity. In: Adv. Virus Res. Bd. 34, 1988, S. 247–281, doi:10.1016/s0065-3527(08)60520-5.
- Hans-Dieter Klenk, Wolfgang Garten: Host cell proteases controlling virus pathogenicity. In: „Trends in Microbiology“ 2, 1994, S. 39–43, doi:10.1016/0966-842x(94)90123-6-
- Hans-Dieter Klenk: Will we have and why do we need an Ebola vaccine? In: „Nature Medicine“ 6, 2000, S. 1322–1323, doi:10.1038/82126.
- Hans-Dieter Klenk, Stephan Becker: Ebola virus vaccines: preparing for the unexpected. In: „Science“ 349, 2015, S. 693–694, doi:10.1126/science.aad0681.
- Hans-Dieter Klenk, Heinz Feldmann (Hrsg.): Ebola and Marburg viruses : molecular and cellular biology. Wymondham : Horizon Bioscience, c2004, ISBN 0-9545232-3-7.
- Hans-Dieter Klenk (Hrsg.): Virology 12th (Virology International congress 12th : 2002 Jul : Paris). In: „Virus research“,  vol 92 no 2 Elsevier, 2003, ISSN 0168-1702.
- Live Attenuated Recombinant Vaccine Protects Nonhuman Primates Against Ebola and Marburg Viruses. Department of Defense. Defense Technical Information Center [United States] : Army Medical Research Institute of Infectious Diseases, Fort Detrick (MD), 2005.
- Eva Böttcher-Friebertshäuser, Wolfgang Garten, Hans-Dieter Klenk (Hrsg.): Activation of Viruses by Host Proteases, Springer International Publishing, 2018, ISBN 978-3-319-75473-4.
- Hans-Dieter Klenk, Mikhail Matrosovich, Jürgen Stech (Hrsg.): Avian Influenza, Monographs. In: „Virology“ 27, p. 292, Karger, Basel, 2008.

Über 500 wissenschaftliche Veröffentlichungen von ihm erschienen in englischer Sprache.